# Dmitrij Sitnikow
Dmitrij Sitnikow (ur. 10 stycznia 1948) – lekkoatleta specjalizujący się w rzucie oszczepem, który startował w barwach Związku Radzieckiego.
Srebrny medalista uniwersjady, która w 1973 roku odbyła się Moskwie. Uzyskał wówczas rezultat 79,64. Rekord życiowy: 83,16 (23 lipca 1979, Moskwa).